# Intercity+
Intercity+  (IС+),  (ucraïnes: Інтерсіті+) — segons la classificació del Ministeri d'Infraestructures d'Ucraïna, que està en vigor des del 2011, és un tren d'alta velocitat diari que circula en connexió directa.

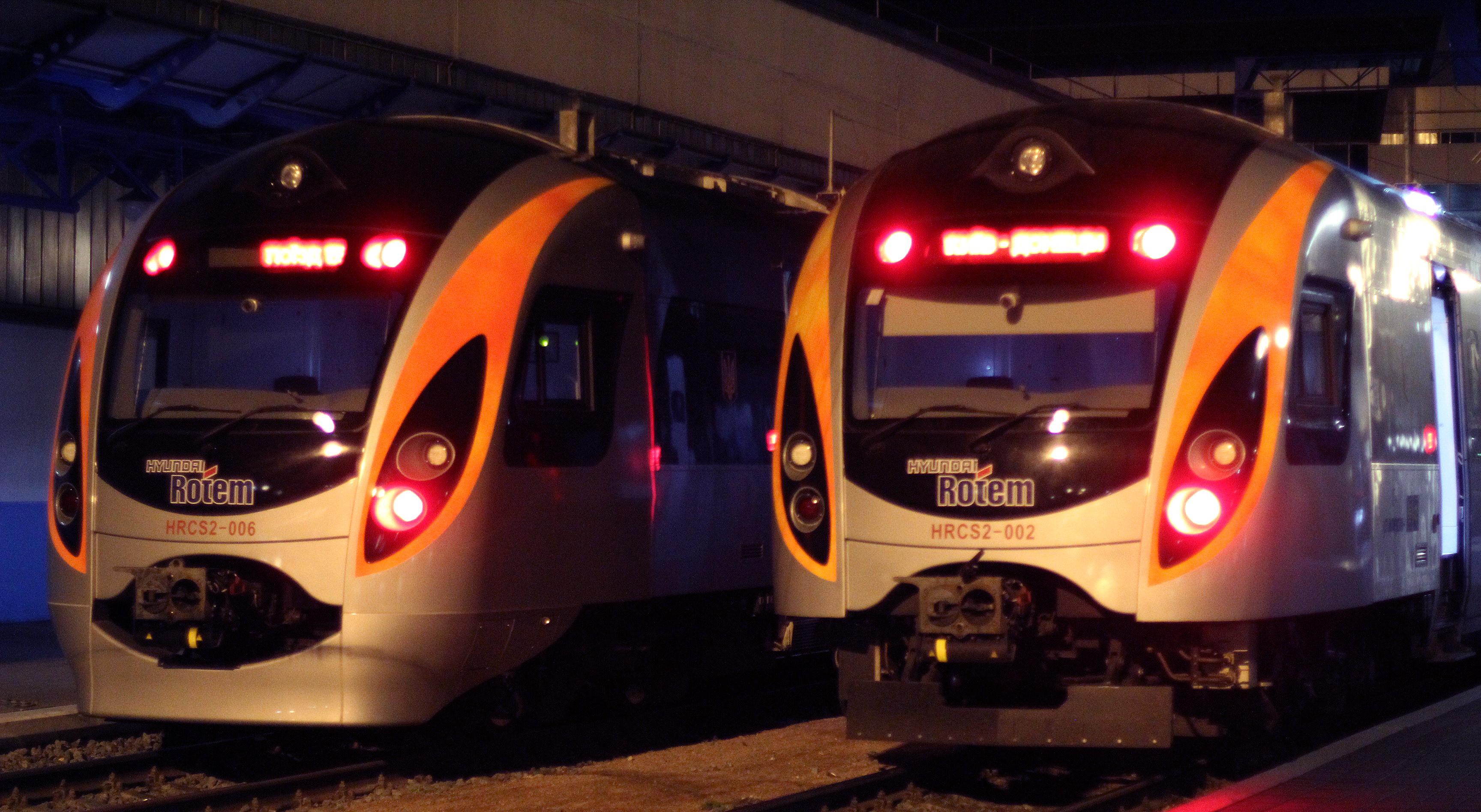
Hyundai Rotem HRCS2

Com a material mòbil, s'utilitza un material rodant d'automòbil, que està equipat amb carruatges per a seients de 1a i 2a classe. "Plus" significa que els passatgers podran rebre una sèrie de serveis addicionals als trens.

## Característiques principals

### Requisits

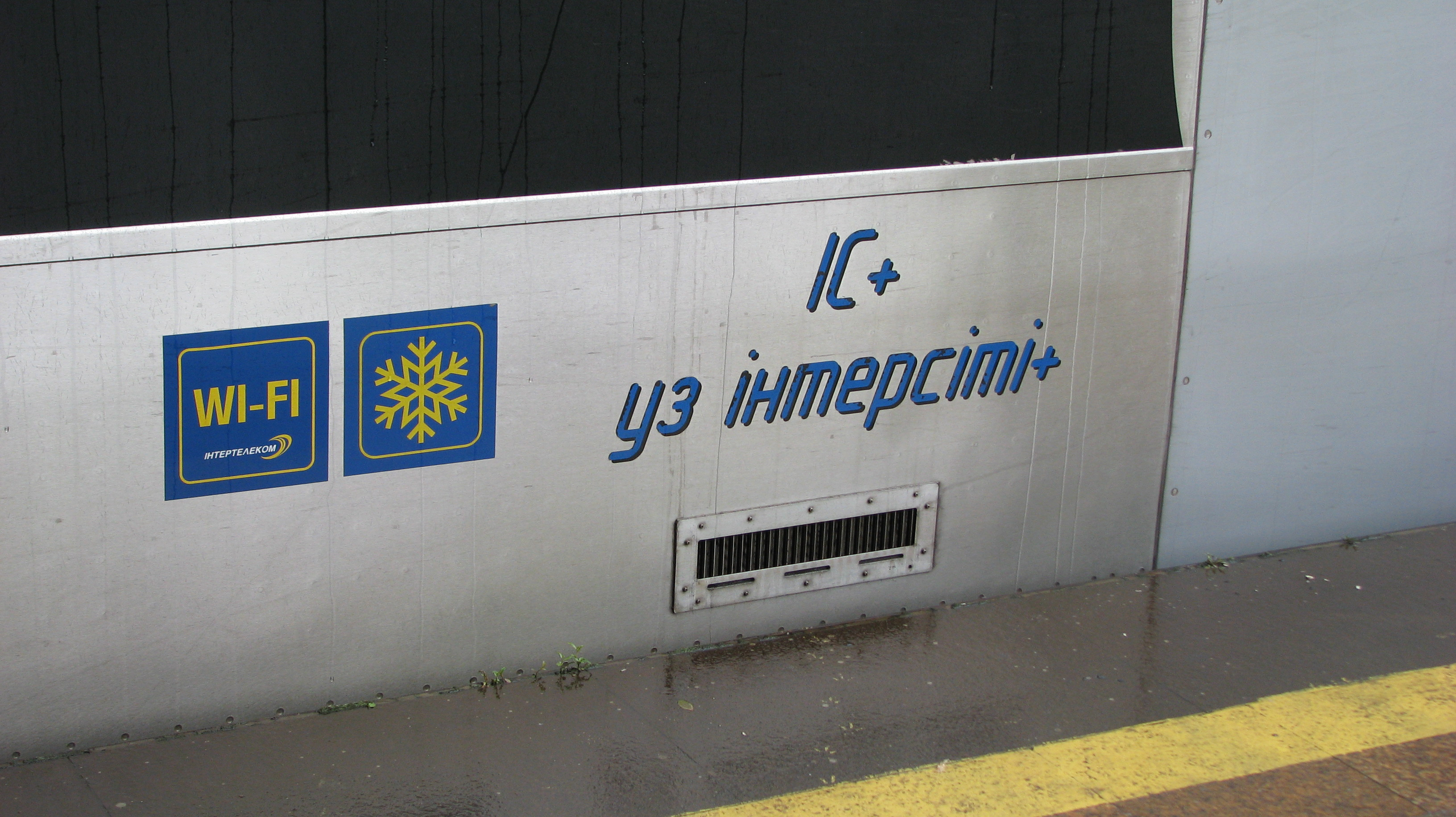
Logotip del tren d'alta velocitat "Intercity+"

- velocitat de recorregut de 90 km/h i més amb una velocitat permesa de fins a 200 km/h;
- carruatges amb seients de 1a i 2a classe;
- el tren ha de tenir un emblema individual (simbolisme) i el mateix disseny de la composició;
- els vagons inclosos al tren estan marcats amb icones en llocs designats perquè els passatgers identifiquin el tipus de tren, la categoria de vagó i els serveis prestats.

### S'indiquen les icones
- seients i classe de carruatge;
- seients per a passatgers amb nens;
- prohibició de fumar;
- cotxe bar;
- aire condicionat;
- vagó amb llocs per al transport de bicicletes;
- carruatge amb compartiment per al transport de passatgers amb discapacitat;
- un cotxe amb serveis Wi-Fi - Internet.

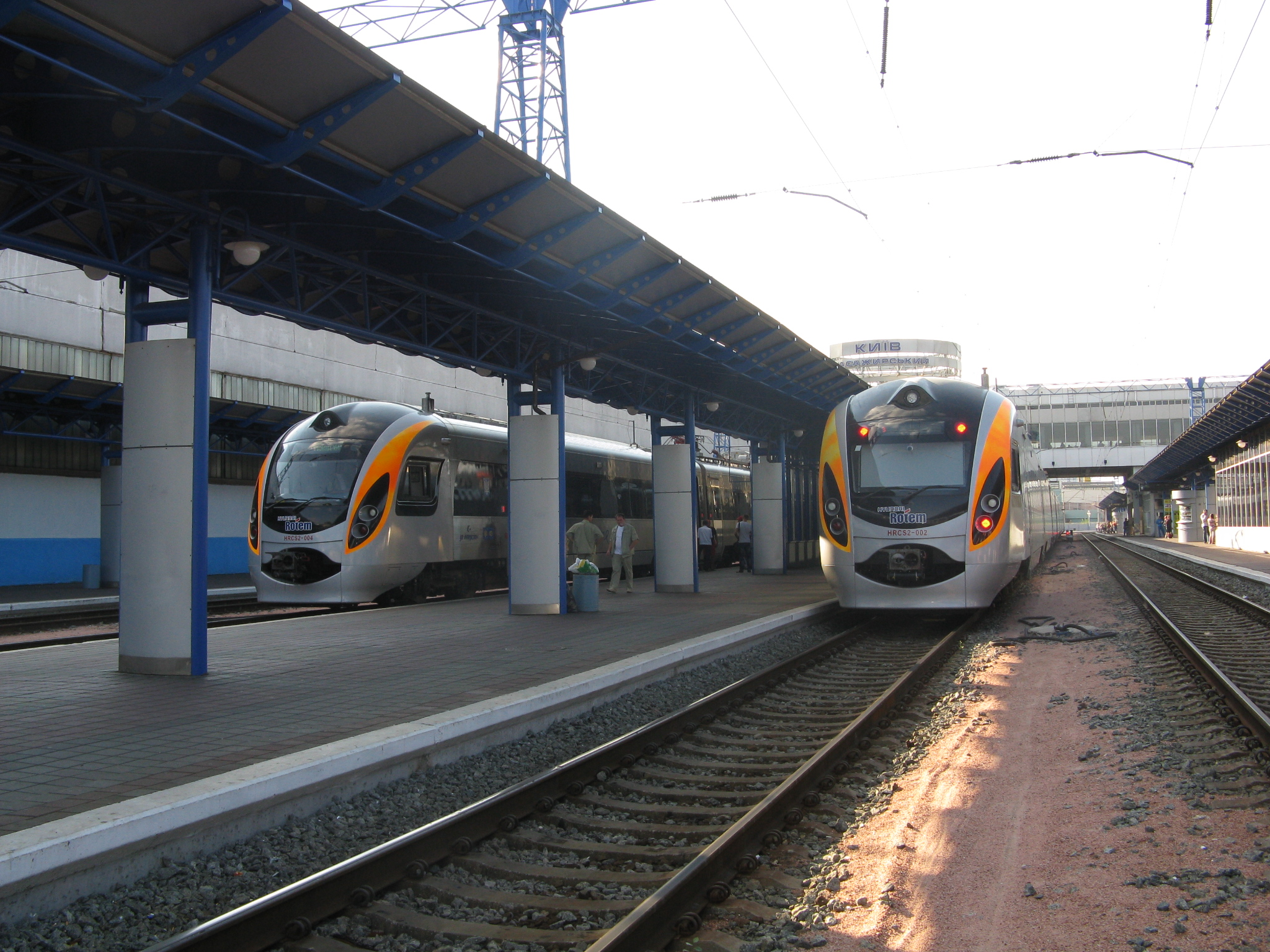
HRCS2 -002 i HRCS2 -004 a l'estació de Kíiv-Pasajyrsky

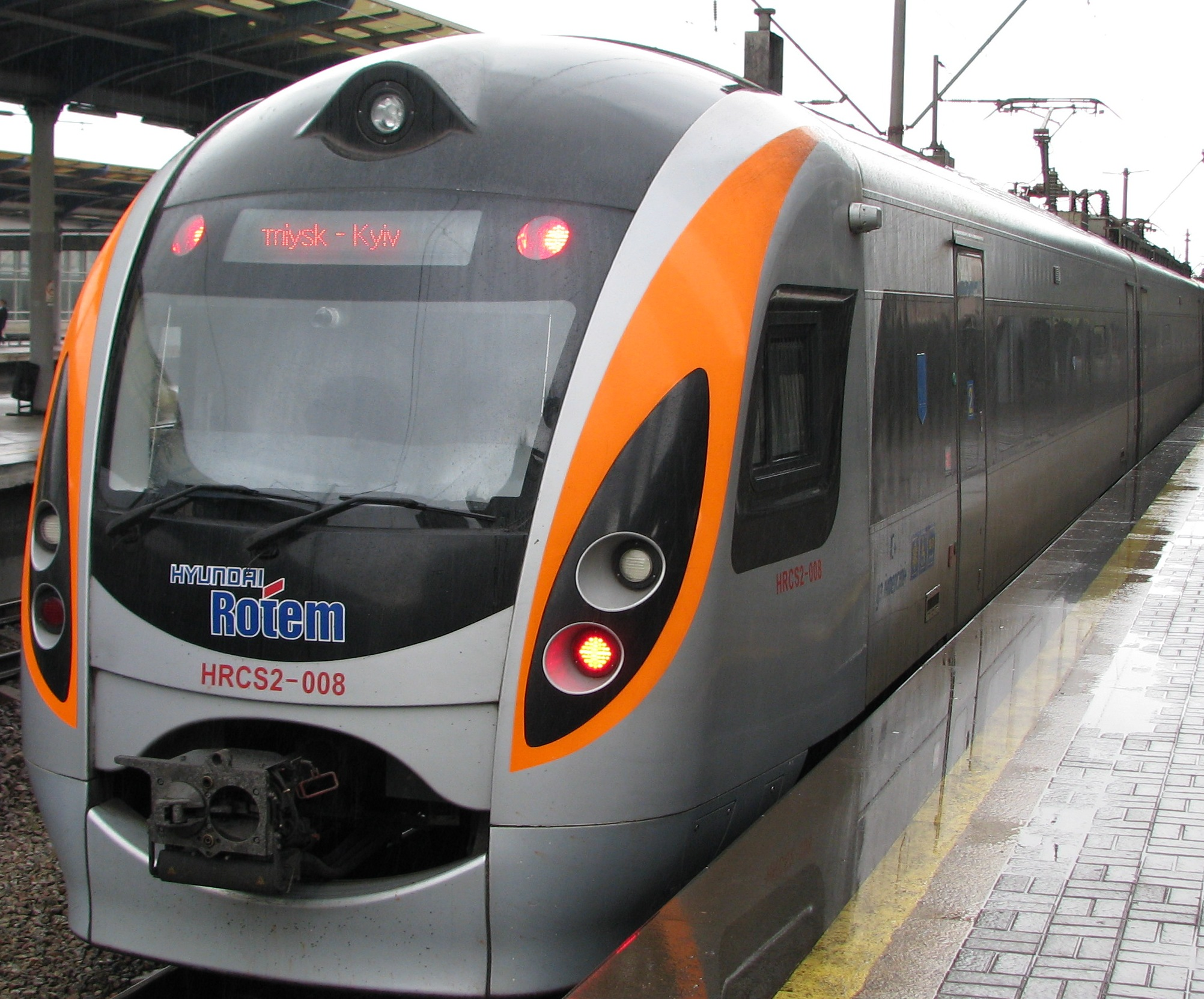
Tren elèctric d'alta velocitat "Intercity+" a l'estació de Darnytsya

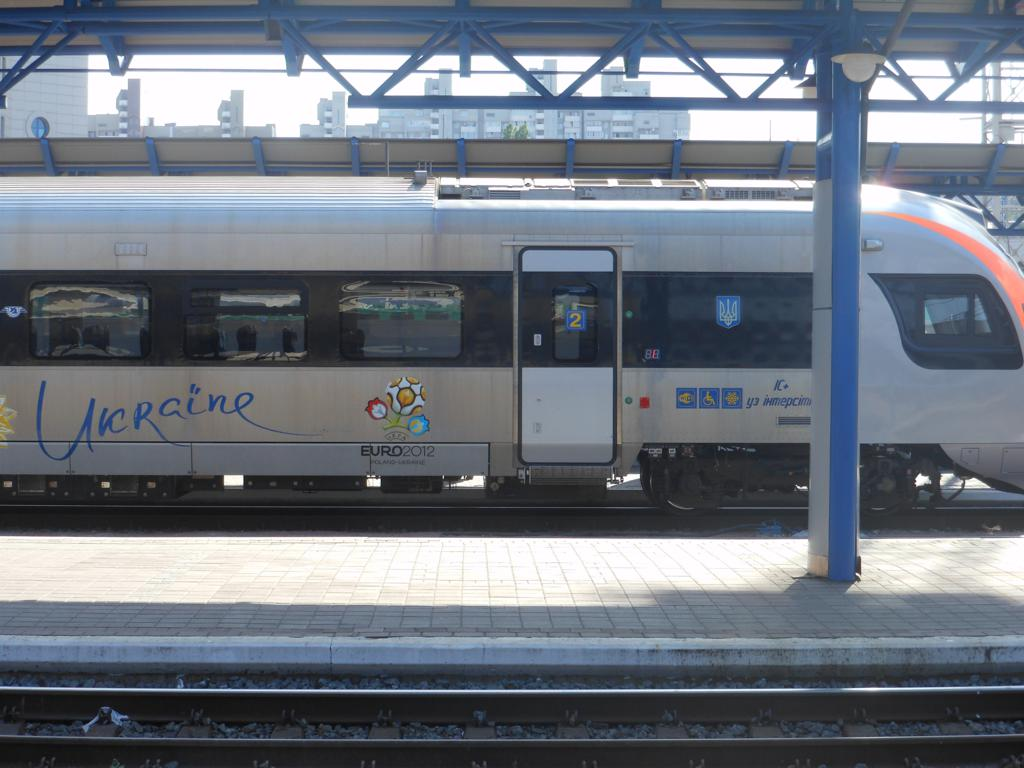
Tren d'alta velocitat HRCS2 a Kíiv

L' empresa Ukrzaliznytsya opera "Normes per al transport de passatgers, equipatge, càrrega i correu amb transport ferroviari d'Ucraïna", aprovada per l'ordre del Ministeri de Transports i Comunicacions d'Ucraïna de data 27/12/2006 núm. 1196. Les modificacions a les normes. prescriure els deures dels conductors/administradors dels trens de passatgers d'alta velocitat.

## Servei de passatgers

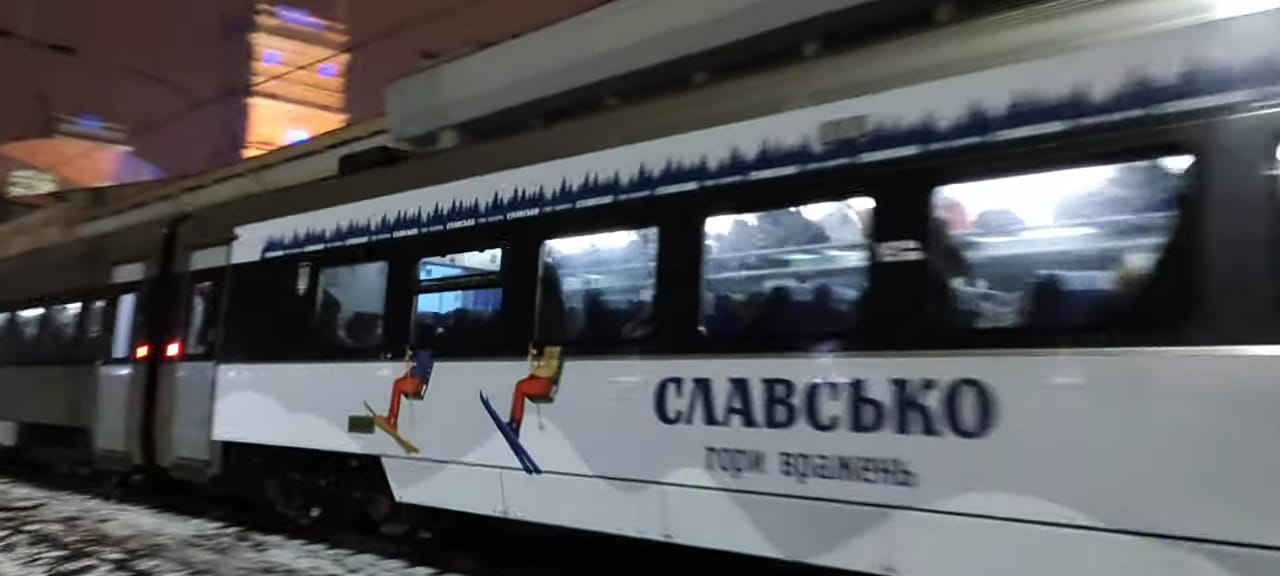
«Boykivsky express»

A partir de 2022, Ukrzaliznytsya a ha assignat els següents trens de la categoria "Intercity+":
| No      | Ruta de connexió    | Periodicitat del curs |
| ------- | ------------------- | --- |
| 705/706 | Kíiv—Lviv—Przemysl  | Diàriament |
| 712/711 | Kíiv-Kostyantynivka | Diàriament |
| 715/716 | Kíiv-Slavske        | Nomenat durant el període d'hivern, funciona sota el nom de "Boykivsky Express"                                                  |
| 720/719 | Kíev-Kharkiv        | Diàriament |
| 722/721 | Kíev-Kharkiv        | Diàriament |
| 724/723 | Kíev-Kharkiv        | Diàriament |
| 726/725 | Kíiv-Kharkiv        | Diàriament |
| 728/727 | Kíiv-Kharkiv        | Tal com s'indica |
| 732/731 | Kíiv-Zaporizhzhya   | Diàriament |
| 734/733 | Kíiv-Pokrovsk       | Diàriament |
| 743/744 | Darnitsya-Lviv      | Diàriament |
| 747/748 | Kíiv-Ternopil       | A partir del 21 de gener de 2022, diàriament, servit pel tren EJ 675. Segons les instruccions, està assignat a l'estació de Lviv |
| 763/764 | Kíiv-Odesa          | Diàriament |

A partir del 13 de maig de 2022, tots els trens d'alta velocitat Intercity+ podran demanar menjar, begudes i aperitius a bord dels trens. Els passatgers tenen l'oportunitat de comprar gossos calents, entrepans, cafè, te i postres durant el viatge. I la innovació més important: 2 hryvnias del cost de cada beguda calenta a bord del tren es dirigeixen al tractament dels nens que van patir com a conseqüència de l'agressió armada de Rússia contra Ucraïna. Els passatgers tenen l'oportunitat de sumar-se a la iniciativa social, que "Ukrzaliznytsia" implementa juntament amb el soci alimentari "WOG Cafe" i el fons benèfic "Tvoya Opora" del 13 de maig al 31 d'agost de 2022. Els fons rebuts pel fons es distribuiran per ajudar els nens de 67 hospitals de 20 regions d'Ucraïna, així com les sales d'orfenats de ciutats que pateixen l'agressió russa.
L'1 de juny de 2022, per primera vegada des de l'inici de la invasió russa d'Ucraïna, un cinema infantil, que es va estrenar només dos dies abans de l'inici de la guerra, va tornar a funcionar en trens "Intercity+", i el tren amb el cinema va aconseguir fer només un viatge. Després d'això, va començar una gran evacuació i es va haver de desmuntar el cinema per oferir més seients als passatgers que evacuaven. El noranta-vuit dia de la resistència d'Ucraïna a l'agressió russa es va restablir el funcionament del cinema. Els trens "Intercity+" amb un cinema infantil van des de Kíiv fins a Vinnytsia i Txerníhiv, i tots els passatgers joves tenen accés al cinema, independentment de la classe de seients.

## Programa de fidelització
El cost dels bitllets de tren varia en funció del nombre de dies fins a la data de sortida. Per als passatgers que sovint viatgen amb tren a Ucraïna i compren bitllets en línia, poden estalviar: hi ha un sistema especial de bonificacions. Per fer-ho, n'hi ha prou amb registrar-se al lloc web de l'empresa "UZShK". Sí, com abans es compri un bitllet per a trens de les categories "Intercity" i "Intercity+", el descompte és de fins al 40%. Perquè els bitllets són més cars uns dies abans de la data de sortida.
El lloc web de l'empresa indica que el descompte és vàlid per als viatges nacionals dins d'Ucraïna i, per tant, els passatgers poden estalviar entre un 40% i un 10% del preu del bitllet.
El descompte és del 40% durant 90-30 dies abans de la data de sortida del tren, del 30% durant 29-25 dies, del 10% durant 24-15 dies.
El preu dels bitllets augmenta 4-2 dies abans de la sortida, el preu augmenta un 10% i durant 1 dia un 15%. Al mateix temps, el descompte s'aplica només al bitllet de primera classe i només s'aplica als vagons de 1a classe dels trens d'alta velocitat "Intercity+". En l'emissió d'un bitllet d'anada i tornada, el descompte s'aplica al preu total del bitllet.

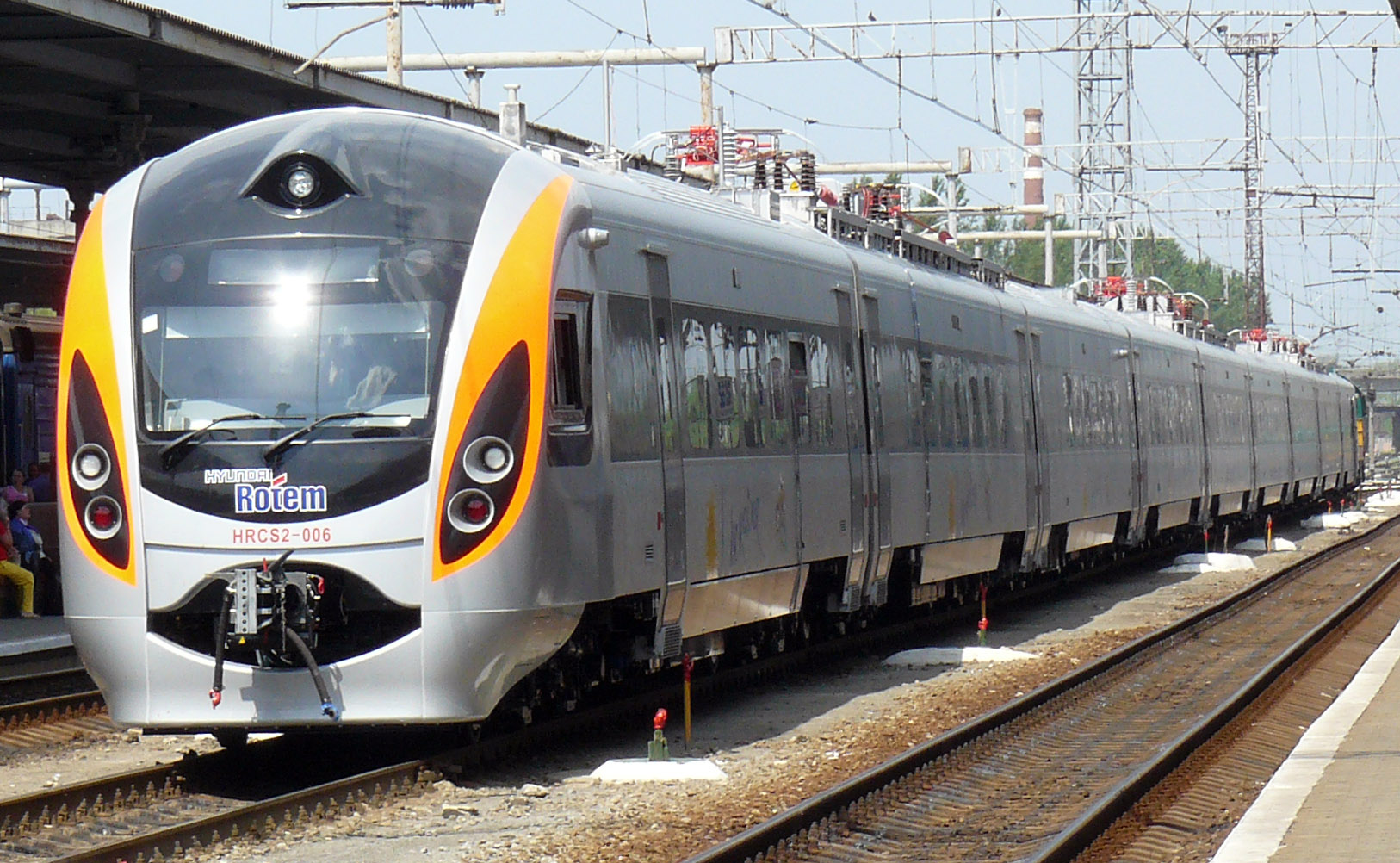
HRCS2-006 a Kharkiv

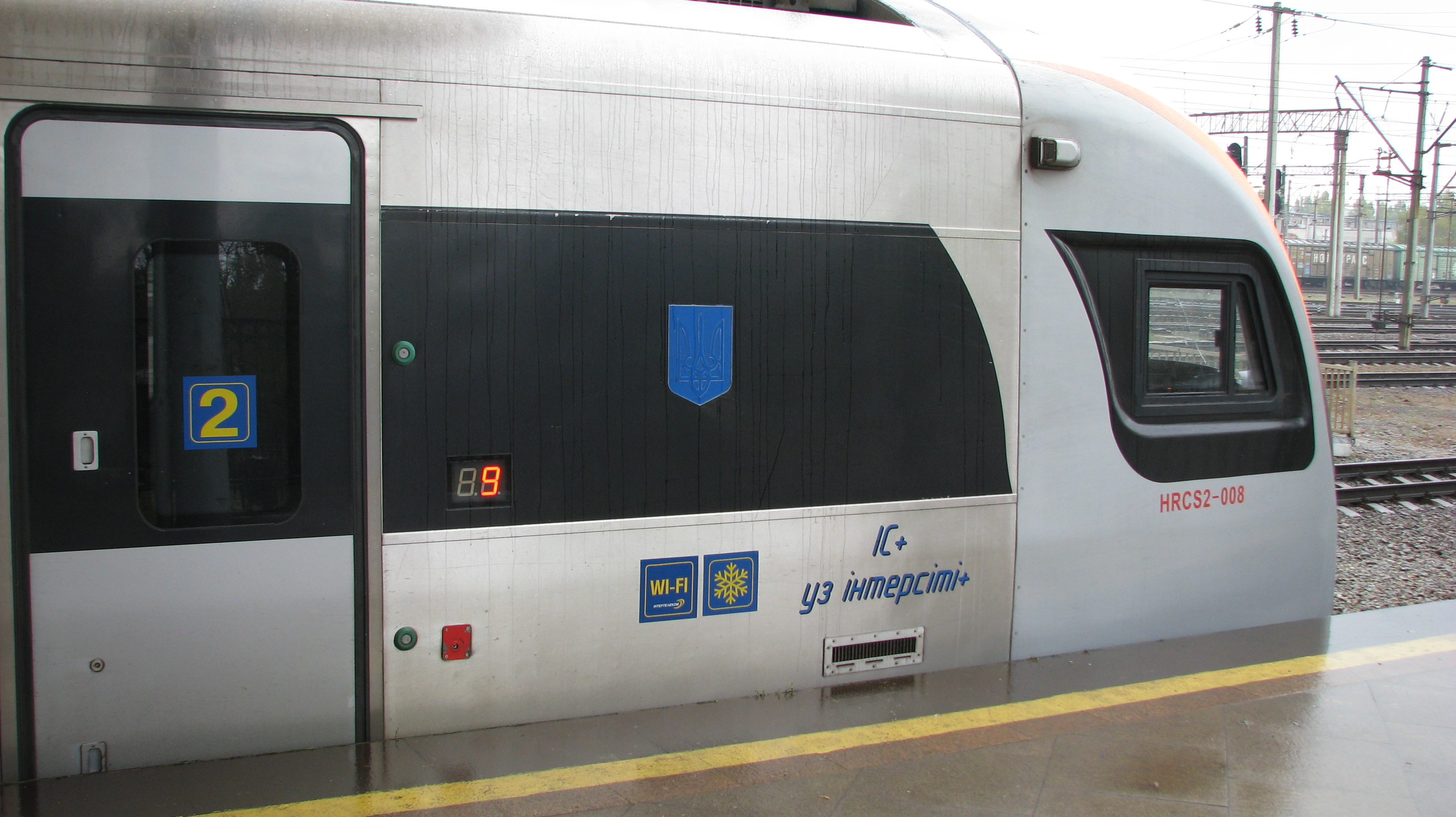
El primer vagó del tren

## Panorama

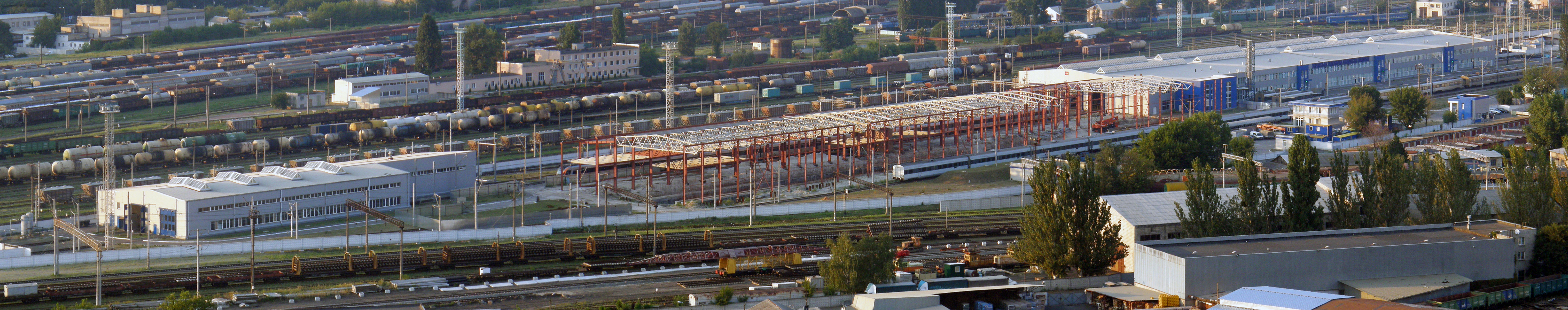
L'únic dipòsit de trens d'alta velocitat d'Ucraïna a l'estació de Darnytsia

## Enllaç
Наказ Міністерства інфраструктури України від 01.12.2011 № 586 «Про затвердження Змін до Правил перевезення пасажирів, багажу, вантажобагажу та пошти залізничним транспортом України» (зареєстровано в Міністерстві юстиції України 16.12.2011 за № 1463/20201) Arxivat 30 October 2016[Date mismatch] a Wayback Machine.
- Пасажирські поїзди отримали нову класифікацію — залежно від рівня комфорту/сервісу Arxivat 30 October 2016[Date mismatch] a Wayback Machine. // «Урядовий портал»
- Нові поїзди будуть відповідати принципово кращим стандартам швидкості та комфорту Arxivat 30 October 2016[Date mismatch] a Wayback Machine.
- 3D тур по вагонах поїзда Intercity+ Hyundai Arxivat 27 June 2019[Date mismatch] a Wayback Machine.
- Особливості розвитку денного швидкісного сполучення Arxivat 19 January 2021[Date mismatch] a Wayback Machine. // КВБЗ